# Přetečení bufferu

Příklad přetečení bufferu

Přetečení bufferu (anglicky buffer overflow, buffer overrun) je v informatice nestandardní situace, při které program při zápisu dat do vyrovnávací paměti (tzv. bufferu) překročí vymezené hranice a přepíše sousedící úsek operační paměti. Výsledkem může být poškození dat v paměti, chybné nebo nepředpokládané chování programu nebo i narušení počítačové bezpečnosti. Záměrného přepsání určitého úseku operační paměti využívají škodlivé nástroje (exploit), které využitím zranitelnosti (programátorské chyby) v programu provádějí v počítači škodlivou činnost (viz malware).